# The Lost Lolli
『The Lost Lolli』（ザ ロスト ロリ）は、OLIVIAの2枚目のオリジナルアルバムである。

## 解説
- 2004年2月18日にレーベルcutting edgeよりリリースされた。
- 自身3年ぶりとなるフルアルバムである。2003年リリースのミニアルバム収録曲を複数収録している。また、「Sea me」「Into the Stars」「SpidERSpins」のニューアレンジバージョンを収録。
- 全曲英語詞、また全てセルフプロデュース（弟のJeffrey Lufkinとの共作）。
- 2004年4 - 11月にライブツアー「The Lost Lolli Live 2004」が開催された。アルバムタイトルを冠したツアーは自身初となる。
- オリコン初登場第111位。

## 収録曲
全曲作詞はOLIVIA
1. Alone in our Castle
2. Fake Flowers
3. Blind Unicorn
ミニアルバム『Merry & Hell Go Round』収録。
4. Devil's in me
ミニアルバム『Comatose Bunny Butcher』収録。
5. Celestial Delinquent
ミニアルバム『Comatose Bunny Butcher』収録。
6. Space Halo
ミニアルバム『The Return of the Chlorophyll Bunny』収録。
7. SpidERSpins (Lost Lolli Mix)
ミニアルバム『Merry & Hell Go Round』収録。
8. 026unconscious333
ミニアルバム『Comatose Bunny Butcher』収録。
9. Under Your Waves
ミニアルバム『The Return of the Chlorophyll Bunny』収録。
10. Dreamcamp
ミニアルバム『The Return of the Chlorophyll Bunny』収録。
11. Denial
ミニアルバム『Merry & Hell Go Round』収録。
12. Sea me (English version)
7thシングル。テレビ東京系「JAPAN COUNTDOWN」オープニングテーマ。日本語歌詞バージョンはこの曲のシングル収録。
13. Into the Stars (Live Arrangement Version)
8thシングル。日本語歌詞バージョンはシングルに収録。